# Ilja Sainer
Ilja Sainer (15. října 1947, Chomutov – 26. března 2008) byl český malíř, sochař, ilustrátor a animátor Studia Jiřího Trnky. V 80. letech pracoval v manuálních profesích a vlastní tvorbě se věnoval ve volném čase.

## Život
Narodil se 15. října 1947 v Chomutově v rodině básníka, novináře a spisovatele Vladimíra Sainera. Chomutov patřil v poválečném Československu k místům s nejznečištěnějším ovzduším, a proto když bylo Iljovi Sainerovi 5 let, přestěhovala se rodina kvůli jeho astmatu a alergiím do Prahy. Otec po srpnové okupaci roku 1968 ztratil místo novináře a roku 1969 založil pod hlavičkou Spolku bibliofilů Nejmenší Nezávislé Nakladatelství, kde vydával malé náklady knih poezie a prózy. Maminka, rozená Hönigová, pocházela z předválečné obchodnické rodiny a pracovala jako prodavačka textilu.
V Praze Ilja Sainer od čtrnácti let navštěvoval kurzy kreslení a roku 1966 se po maturitě na SVVŠ několikrát bezúspěšně pokusil o přijetí na Akademii. Pracoval pak jako geodet a začal studovat obor vodní stavby na ČVUT. Studium nedokončil a roku 1968 přešel na Pedagogickou fakultu Univerzity Karlovy v Praze, obor matematika a výtvarná výchova (prof. Ladislav Lietgeb, Karel Šmíd). Studium absolvoval roku 1972, poté pracoval šest let jako výtvarník a animátor v Krátkém filmu Praha ve Studiu Jiřího Trnky. Podílel se na realizaci téměř devadesáti krátkometrážních filmů i rozsáhlejších filmových cyklů. V letech 1968–1973 a pak znovu 1979–1981 žil v Brandýse nad Labem.
Z prvního manželství s Marcelou Sainerovou (rozenou Cyprovou) má syna Patrika (*1973). Sainer se díky práci v Krátkém filmu mohl zaregistrovat jako výtvarník u Českého fondu výtvarných umění a roku 1978 opustil zaměstnání, aby se mohl věnovat pouze vlastní tvorbě. Získal suterénní ateliér v ulici Prvního pluku 320 v Karlíně, ale maloval pouze po zaměstnání. Pracoval manuálně jako dělník v Pražských vodárnách, myl výlohy a uklízel v nemocnici nebo v činžovních domech jako zaměstnanec společnosti Úklid hlavního města Prahy. Po rozpadu prvního manželství podruhé se oženil roku 1981 s Evou Sainerovou, s níž má dcery Janu (*1982) a Ninu (*1984). Za normalizace vystavoval převážně v menších nezávislých galeriích. Roku 1983 poté, co Odbor kultury ONV Praha 10 nečekaně zrušil připravenou velkou dvougenerační výstavu v Lidovém domě ve Vysočanech, kterou připravila Alena Potůčková, Sainer jako náhradní prostor zajistil divadlo Gong. Od roku 1984 patřil k okruhu výtvarníků Galerie H bratří Hůlů v Kostelci nad Černými lesy.
Roku 1989 se stal členem SČSVU, o rok později následnické Unie výtvarných umělců. Byl členem Volného tvůrčího sdružení Otevřený dialog a spoluzakladatelem skupiny Klacci, která společně vystavovala do roku 1993. Roku 1992 byl členem SVU Mánes. Počátkem 90. let byla řešena restituce domu, ve kterém měl tehdy ateliér, a Ilja Sainer po čtyřletém zoufalém a psychicky vyčerpávajícím boji s restituentkou dostal administrativní příkaz ateliér vyklidit.
V 90. letech působil jako ilustrátor. Z jeho díla i textů je patrné, že podléhal deziluzi z duchovní prázdnoty doby, byl zklamán ze zpackané ekonomické reformy, zpupnosti politiků a servilnosti médií a jako nepřijatelnou vnímal prohlubující se sociální stratifikaci společnosti. Po roce 2000 se dostal do zdravotních a existenčních problémů. Svou korespondenci s Ministerstvem kultury, ve které žádal o finanční podporu, zveřejnil v knize Hodokvas (2003). K šedesátému výročí Sainerova narození uspořádal Památník Terezín roku 2007 jeho retrospektivní výstavu pod názvem Citadela II. Sainer se následujícího roku podrobil operaci krční páteře, která se nepodařila. Hrozilo mu celkové ochrnutí, a proto dne 26. 3. 2008 ukončil život sebevraždou.
Od roku 2008 je trvalá výtvarná expozice díla malíře Ilji Sainera umístěna v Hvězdářské věži Oblastního muzea v Chomutově.

## Dílo
Ilja Sainer patří ke generaci, která byla již během studia konfrontována s ideologickými požadavky počínající normalizace a musela si najít vlastní cestu, jak si zachovat morálku a uměleckou odpovědnost. Jeho rozhodnutí opustit zaměstnání u Krátkého filmu a věnovat se vlastní svobodné tvorbě znamenalo zároveň strávit následujících jedenáct let v dělnických profesích. Sainerova díla reflektují archetypy ve vědomí člověka, jejich úlohu a projevy v duchovním životě společnosti. Svými malířskými postupy rozkrývá samotnou složitost dosaženého vědeckého a obecně filozofického poznání vesmíru, světa, společnosti a činnosti člověka. Jako malíř chápe kulturu v její celistvosti a univerzálnosti, jako vertikální osu bytí společnosti.
Za studií prošel školením v realistické malbě a vstřebal podněty postimpresionismu, které ve vlastní tvorbě transformoval v expresivní malířský rukopis a symbolickou skladbu volně kubizujících tvarových znaků. Raná díla jsou zařazena v cyklech Kompozice a studie (1968–1975) a Konfigurace a studie (1975–1978).
Po roce 1978, zároveň s přechodem k svobodné tvorbě, opustil dosavadní styl malby a v reakci na tíživé poměry normalizace přešel k radikálnímu výrazu odpadkových asambláží, kombinovaných se syrovým gestem spontánní malby. Sainerův malířský cyklus Boty z let 1978–1981 (Civilizace I a II, sbírka Państwowe Muzeum Auschwitz-Birkenau w Oświecimiu) navazuje na podobné téma Vincenta van Gogha, ale vznikal i jako osobitá reflexe osudu Židů. Koncem sedmdesátých let se v jeho tvorbě objevují existenciální obsahy s náměty Ukřižování, Piety nebo Vanitas, které charakterizuje uvolněné malířské gesto spojené s barokním šerosvitem. Cyklus Terče vychází z ikonografie české gotiky, ale aktualizuje její témata spojením s vojenskými a sportovními terči (Terče, 1978–1981).
Následující cyklus Numeri (1981–1983) se názvem odvolává na čtvrtou knihu Mojžíšovu. Obsahuje asambláže, které z dálky připomínají náhrobní kameny s hebrejskými nápisy, nebo cyklus syrových a naléhavých obrazů s tématem Paranosos jako pomezním stavem mezi zdravím a nemocí (Paranosos I–IV, Památník Terezín). Obecnější abstraktní sdělení na téma biorytmů lidského života, lidského hledání prostoru k životu na Zemi, nebo úsilí pochopit vesmír představují cykly Biorytmy (1983–1985) a Bioprostory (1985–1988). Autor se v nich pokouší výtvarnými prostředky „postihnout univerzum, celek obsažený v části, věčné v pomíjivém“.
Křesťanské symboly kříže, hřebů a utrpení jsou námětem dalšího cyklu Fragmenty (1989–1995), který musel Sainer narychlo ukončit, když roku 1995 přišel o svůj ateliér. Nová verze starého zájmu o symboliku ukřižování sestává z asamblážových, částečně ale čím dále tím více malovaných desek a sršatých prostorových objektů ze svařovaných armovacích tyčí a nejrůznějšího technického odpadu. Bilanci naturalisticky expresivních obrazových desek a objektů vystavil v roce 1995 v prostředí bývalého koncentračního tábora v Terezíně.
Série obrazů Ostrovy, kterou vytvářel v letech 1995-2003, dokládá jeho sílící zájem o esoterické obsahy židovsko-křesťanské kulturní tradice. Obsah je zašifrován numericky, geometricky, v barevných vztazích i v použitých texturách malby a připomíná ostrovy obtékané vodou jako symbolem kolektivního vědomí lidstva či izolované objekty nebo zvláštní jantry a mandaly. Sainerovy Ostrovy se zcela vymykají ze stylových i myšlenkových souvislostí současného umění. V základě Sainerova konceptu je motiv citadely, pevnosti chránící lidské já před měnícím se a nejednou nepřátelským světem. Je to symbol jakési virtuální duchovní vnitřní emigrace, spojený s představou rajského dvora ve středověkých klášterech – místa klidu, odpočinku a hluboké meditace.

### Zastoupení ve sbírkách (výběr)
- Národní galerie v Praze
- Bibliotheque nationale de France
- Slovenská národná galéria v Bratislave
- Památník Terezín
- Państwowe Muzeum Auschwitz-Birkenau w Oświecimiu
- Albion Art London - Fukuoka Japan
- Fovárosi Szabó Ervin Konyvtár Artotéka Budapest
- Gallery Art Space - Nishinomiya city Japan
- Owens Art Gallery - Mount Allison University Sackville Canada
- regionální galerie a muzea České republiky
- regionální galerie a muzea Slovenska

### Autorské výstavy (výběr)
- 1975 Kompozice a studie, Galerie českého svazu ovocnářů a zahrádkářů, Praha
- 1978 Konfigurace a studie (Obrazy 1975–78), Brandýs nad Labem,
- 1978 Konfigurace a studie, Výstavní síň Jednotného klubu pracujících, Kamenice
- 1981 Terče (Obrazy - objekty), Ústav teorie informace a automatizace ČSAV, Praha
- 1983 Numeri, Ústav teorie informace a automatizace ČSAV, Praha
- 1985 Kresby - obrazy - objekty 1978–85, Okresní muzeum, Jindřichův Hradec
- 1985 Biorytmy / první část: 1983–85, Ústav teorie informace a automatizace ČSAV, Praha
- 1986 24 kreseb z cyklu Bioprostory (1985–86), Artotéka, Obvodní knihovna v Praze 4, Praha
- 1987 Obrazy, objekty, Obvodní kulturní dům v Praze 6, Praha
- 1987 Výběr z tvorby 1983–87, Oblastní muzeum v Chomutově
- 1987 Ilja Sainer: Festömüvész kiállítására, Artotéka, Budapešť
- 1988 Výběr obrazů - objektů z let 1981–85, Fyziologický ústav AV ČR, Praha
- 1988 Výběr z cyklu Bioprostory 1985–1988, Výstavní síň muzea v Čelákovicích
- 1988 Fragmenty, Ústav teorie informace a automatizace ČSAV, Praha
- 1989 Obrazy, kresby, objekty, Muzeum keramiky, Bechyně
- 1989 Ilja Sainer: Bilder, Objekte, Zeichnungen 1978–1989, Haus Beermann, Hamburk
- 1990 Ilja Sainer: Bilance 1978 - 90 (Kresby - obrazy - objekty), Regionální muzeum v Kolíně
- 1990 Výber z tvorby, Galéria umenia Nové Zámky
- 1991 Obrazy, objekty, Oblastné podunajské muzeum, Komárno
- 1991 Obrazy, objekty, Západoslovenské múzeum, Trnava
- 1992 Výber z tvorby, Gemersko-malohontské múzeum, Rimavská Sobota
- 1992 Výber z tvorby 1983–89, Novohradská galéria Lučenec
- 1992 Ecce homo (Téma ukřižování v díle 1978-92 / Obrazy a objekty), Arnoldinovský dům, Brandýs nad Labem-Stará Boleslav
- 1993 Fragmenty, 3 Studie k En-Sof, Artotéka, Obvodní knihovna v Praze 4, Praha
- 1994 TAT TWAM ASI, Malinův dům, Havlíčkův Brod
- 1994 Šalom II - Kabbala jako model světa, Oblastní muzeum v Chomutově
- 1995 Kresby, Galerie 9, Praha
- 1995 Citadela, Malá pevnost, Terezín
- 1997 Ostrovy, Národní technické muzeum, Praha
- 1998 Ilja Sainer. Obrazy, Golem Club, Praha
- 2003 Ilja Sainer: Malíř a sochař - Ostrovy naděje, Libeňský zámek, Praha
- 2006 Malý velký příběh: Nevystavené obrazy Ostrovů 1998–99, Pocta Gustavu Mahlerovi, Nová radnice, Předsálí zasedací síně, Praha
- 2006 Jak vidím svět. Výběr z díla 1961–2004, Galerie Dion, Praha
- 2007 Citadela II - Bytostné chvění / Citadel II - A Primal Trembling, Památník Terezín
- stálá expozice Ilja Sainer: Hvězdy a ostrovy, Hvězdářská věž, Chomutov

### Literární dílo
- Hodokvas, 143 s., vlastním nákladem, Praha 2003